# Bosch Home Comfort Group

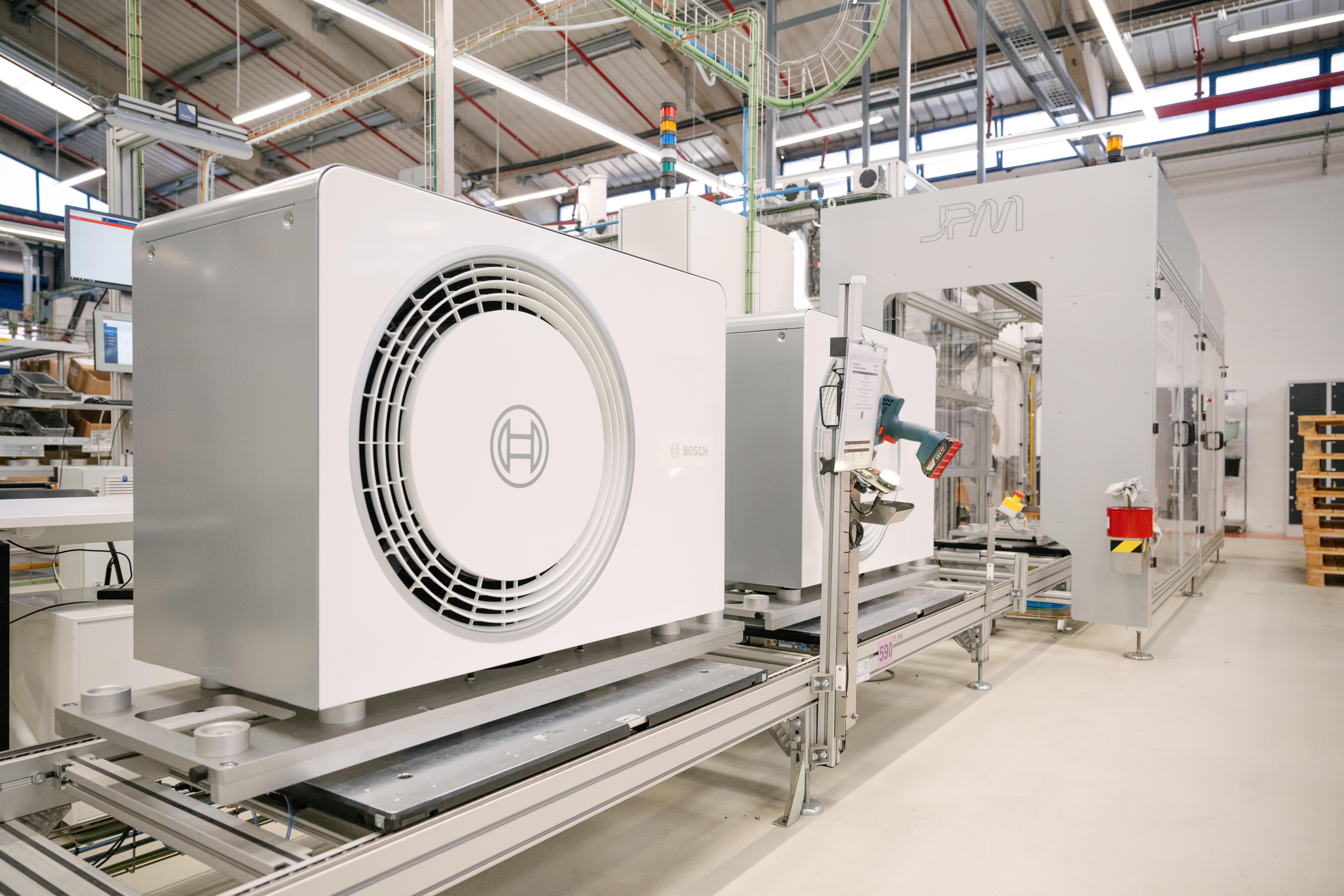
Wärmepumpe von Bosch Home Comfort

Die Bosch Home Comfort Group ist ein  europäischer Anbieter von smarten, nachhaltigen und energieeffizienten Produkten. Zum Portfolio gehören Lösungen für Heizen, Kühlen, Wohlbefinden und Prozesswärme – unter anderem Wärmepumpen, Wärmepumpen-Hybridlösungen, Warmwasserbereiter, Energiemanagement und Smart Home. Das Unternehmen mit Verwaltungssitz in Wetzlar ist eine 100-prozentige Tochtergesellschaft der Robert Bosch GmbH. Es geht zurück auf den 1932 von Bosch übernommenen Hersteller Junkers & Co., den Bosch mit der ebenfalls traditionsreichen, 2003 übernommenen Buderus AG vereinigte. Die Marke Junkers wurde lange Zeit weitergeführt, im Jahr 2019 aber dann in die Marke Bosch überführt. Die ehemalige Buderus AG firmiert unter dem Namen Bosch Thermotechnik GmbH und gehört weiter zur Robert Bosch GmbH. Im Jahr 2023 wurde das Unternehmen von „Bosch Thermotechnik“ umbenannt in „Bosch Home Comfort Group“. Die rechtliche Einheit „Bosch Thermotechnik GmbH“ bleibt unverändert bestehen und wird in allen rechtlichen Belangen weiterhin genutzt.
Die Bosch Home Comfort Group führt internationale und regionale Marken unter ihrem Dach: Bosch Home Comfort, Buderus, IVT, Vulcano und Worcester Bosch. Der definierte Unternehmenszweck der Bosch Home Comfort Group lautet: „Make. Home. Comfort. Green“. Er unterstreicht das zukünftige Engagement für die umfassende Elektrifizierung aller Energieströme und das intelligente sowie effiziente Zusammenspiel aller Verbraucher mit dem Ziel Wohnkomfort und grüne Technologien zu vereinen.

## Geschichte des Unternehmens
Mit der Übernahme von Junkers & Co. im Jahr 1932 stieg Bosch in den Heizgerätemarkt ein. Bereits 1975 stellte Bosch unter der Marke Junkers den ersten Wärmepumpen-Prototyp vor. Der Ressourcenmangel und die Rohstoffknappheit während der Ölkrise der 1970er Jahre trieb die Entwicklung der Wärmepumpe weiter an, sodass bereits 1980 eine Warmwasser-Wärmepumpe vorgestellt wurde. Bis 1988 war das Unternehmen ein rein deutscher Produzent. Das änderte sich mit der Übernahme der portugiesischen Vulcano Termo-Domésticos, die bis dahin Gas-Warmwasserbereiter in Junkers-Lizenz gefertigt hatte. Bereits ein Jahr später wurde die Produktion von Gas-Warmwasserthermen vom Junkers-Sitz Wernau (Neckar) nach Portugal verlagert. In den darauffolgenden Jahren kam es zu weiteren Akquisitionen. So wurde beispielsweise 1992 die Worcester Group plc., ein britischer Produzent von Gas-Kombi-Kesselthermen für Heizung und Warmwasser sowie Öl-Heizkesseln, übernommen.
Um sich in Europa und einem stärker werdenden Wettbewerb behaupten zu können, schuf Bosch 1995 den Geschäftsbereich Thermotechnik, der alle Unternehmen des Bosch-Konzerns zusammenfasste, die Heizungen und das dazu nötige Zubehör herstellen. Mit der Übernahme der Buderus AG durch Bosch und der Gründung der BBT Thermotechnik GmbH, die die Heiztechnikaktivitäten beider Unternehmen zusammenführte, entwickelte sich die Bosch Home Comfort Group 2003 zum größten europäischen Hersteller von Heizungsprodukten und Warmwasserlösungen.
2004 wurde der schwedische Wärmepumpenhersteller IVT (Industriell Värme Teknik) übernommen, dessen Kernkompetenz in der Sole-Wasser-Wärmepumpe liegt. 2009 erwarb die Bosch Home Comfort Group mit der Bosch Industriekessel GmbH einen Hersteller von Dampf- und Heizkesseln für gewerbliche und industrielle Anwendungen. 2010 übernahm die Bosch Home Comfort Group die Köhler & Ziegler Anlagentechnik GmbH, Lollar, die Blockheizkraftwerke im Leistungsbereich zwischen 20 und 2.000 kW sowie ORC-Anlagen herstellt. Diese wurde 2011 in Bosch KWK Systeme GmbH umfirmiert.
Beginnend mit dem Pariser Klimaabkommen rückte der Gebäudesektor 2015 stärker in den Fokus der Emissionsreduzierung, die Nachfrage nach Wärmepumpen als umweltfreundliche Heizungslösung stieg kontinuierlich. Auch Bosch fokussierte sich stärker auf den Ausbau des Wärmepumpenbereichs – insbesondere durch Investitionen in Forschung und Entwicklung. 2023 wurde die erste Luft-Wasser-Wärmepumpe mit Propan vorgestellt.
Zum 1. April 2023 fand die Umbenennung von ehemals „Bosch Thermotechnik“ zur „Bosch Home Comfort Group“ statt, welche den zunehmenden Fokus des Unternehmens auf Wohnkomfort und grüne Technologie unterstreicht.
Im Juli 2024 wurde die Übernahme der Heizungs-, Lüftungs- und Klimasparte für Wohn- und kleine Gewerbegebäude von Johnson Controls zu einem Kaufpreis von rund 7,4 Milliarden Euro bekanntgegeben. Es handelt sich um die größte Übernahme in der Geschichte der Bosch-Gruppe.

## Unternehmensleitung
Die Geschäftsführung der Bosch Home Comfort Group setzt sich mit Stand zum 1. Januar 2024 wie folgt zusammen:  
Jan Brockmann, Vorsitzender der Geschäftsführung
Dr. Thomas Volz, Mitglied der Geschäftsführung mit Zuständigkeit für kaufmännische Aufgaben sowie IT-Koordination
Birte Lübbert, Mitglied der Geschäftsführung mit Zuständigkeit für Technik, Entwicklung, Fertigung, Logistik und Qualitätsmanagement
Vítor Gregório, Mitglied der Geschäftsführung mit Zuständigkeit für Vertrieb in den Regionen Nord-, West-, Süd- und Teilen Osteuropas sowie in Afrika, Lateinamerika und Asien
Stefan Thiel, Mitglied der Geschäftsführung mit Zuständigkeit für Vertrieb in den Regionen Deutschland, Österreich, Schweiz, Luxemburg und Teile von Zentral- und Osteuropa

## Geschäftstätigkeit
Die Bosch Home Comfort Group produziert heute an 17 Fertigungsstandorten in Europa, Amerika und Asien und liefert in über 100 Länder weltweit.  
Im Geschäftsjahr 2024 erwirtschaftete die Bosch Home Comfort Group mit rund 13.800 Mitarbeitenden einen Umsatz von rund 4,4 Milliarden Euro.

## Marken des Unternehmens
Die Bosch Home Comfort Group ist mit internationalen und regionalen Produktmarken in allen führenden Märkten präsent und fußt auf einer umfassenden Kompetenz und einem hohen Bekanntheitsgrad in den jeweiligen Ländern. Die Produktmarken Bosch Home Comfort und Buderus sind internationale Marken der Bosch Home Comfort Group. Des Weiteren gibt es die regionalen Produktmarken IVT (Schweden), Vulcano (Portugal) und Worcester Bosch (Großbritannien, Irland).

## Produktportfolio
Das Produktportfolio umfasst Lösungen für Heizen, Kühlen, Wohlbefinden und Prozesswärme: Unter anderem Wärmepumpen, Wärmepumpen-Hybridlösungen, Warmwasserbereiter, Energiemanagement und Smart Home.  
Das Heiz-Portfolio umfasst unter anderem:  
- Wärmepumpen
- Warmwasserspeicher
- Heizkörper
- Heizkessel

- gas- oder ölgefeuert
- als Holzheizung (Scheitholz oder Pellets)
- als Brennwertkessel
- als Etagenheizung/Kombitherme

- Solarheizungen
- Solarthermieanlage

Im Bereich Kühlen werden folgende Produkte gefertigt:  
- Kontrollierte Wohnraumlüftung

- Klimageräte

Der Produktbereich Wohlbefinden umfasst verschiedene Lösungen für das Zuhause, wie z. B.:  
- Luftreiniger

Im Bereich der Prozesswärme fertigt die Bosch Home Comfort Group:  
- Großwasserraumkessel
- ORC-Anlagen

Außerdem wird verschiedenes Zubehör wie beispielsweise Pumpen oder Armaturen vertrieben.  